# Highland, Quận Douglas, Wisconsin
Highland là một thị trấn thuộc quận Douglas, tiểu bang Wisconsin, Hoa Kỳ. Năm 2010, dân số của thị trấn này là 305 người.